# Eva Vargas
Eva Vargas (* 20. September 1930 in Freiburg im Breisgau; † 28. Juni 2010 in Heidelberg) war eine deutsche Sängerin, Komponistin, Journalistin und bildende Künstlerin. 

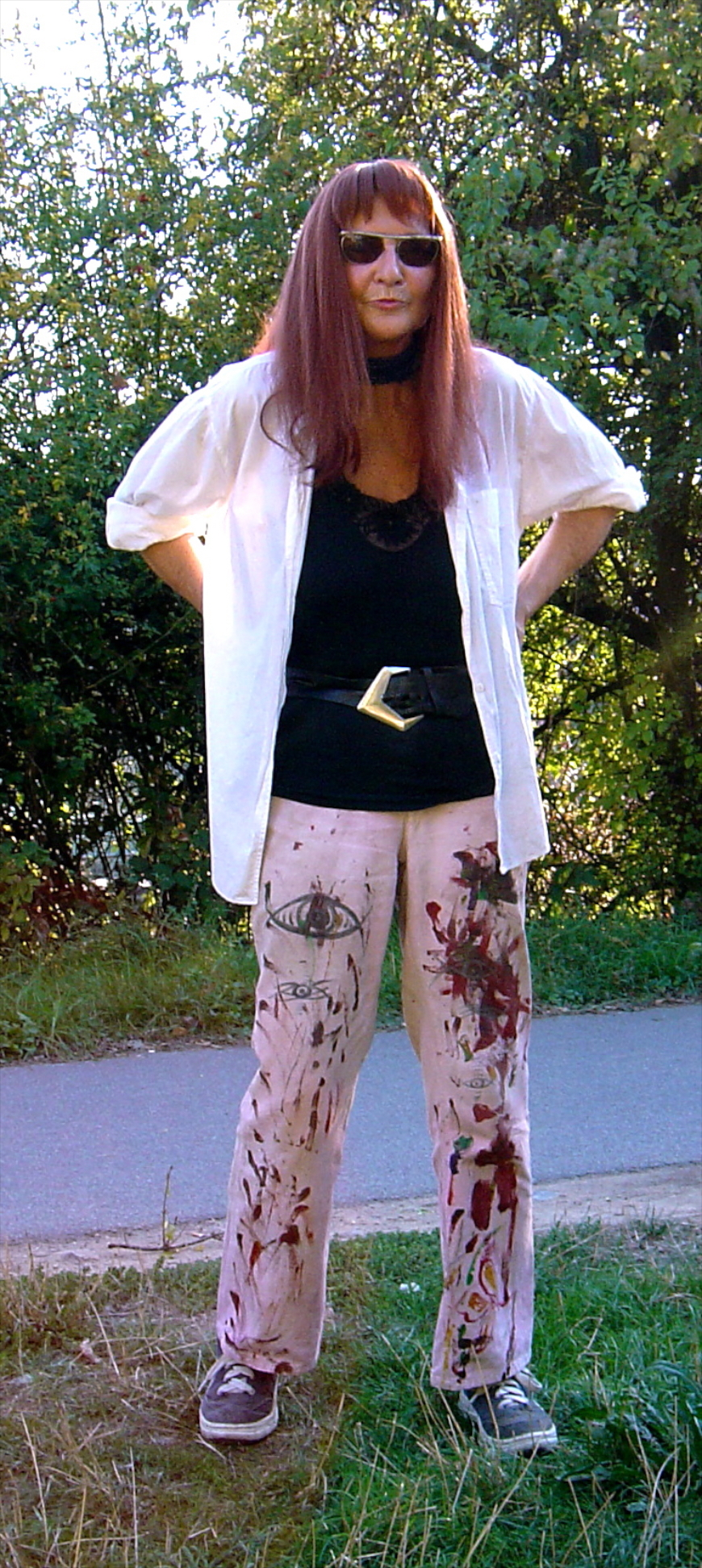
Eva Vargas Rest-Art-Zentrum Heidelberg

## Leben
Eva Vargas lebte seit 1965 in Heidelberg, seit 1984 im Trafohaus des Heidelberger Stauwehrs bei Wieblingen. Sie nannte ihre selbst kreierte Kunst „Rest-Art“ und führte damit verbundene Ausstellungen und Aktionen mit ökologischen, humanitären und politischen Zielsetzungen durch. Ihre Tätigkeiten umfassten die Bereiche Literatur, Musik, Malerei, Gestaltung und Aktion. Sie war Inhaberin und Leiterin des Kleinsttheaters auf Rädern „Heidelberger Lumpen-Paradies“. Sie initiierte wiederholt Förderprogramme in Schulen, Jugend- und Strafanstalten.
Eva Vargas war von 1958 bis 1966 mit Arnfried Astel verheiratet. Am 28. Juni 2010 starb sie an den Folgen einer Krebserkrankung.

## Auszeichnungen
- 1967 Förderpreis der Evangelischen Akademie Tutzing
- 1976 Literaturpreis Egoist-Verlag
- 1985 Mannheimer Literaturpreis der Räuber 77 (Literarisches Zentrum Rhein-Neckar)

## Veröffentlichungen

### Schriften
- Streichel-haft: Gedichte. München: Trikont, 1979.
- Wort-Gerichte. Düsseldorf: Eremiten-Presse, 1979.
- Friedfertig-gemacht. Oberhausen: Asso, 1982.
- Sonntag mit Helios. Bild-Textband. Heidelberg: Braus, 1987.
- Basta und Amen: Prominenten-Interviews. Bild-Textband. Heidelberg: Alter Ego-Verlag, 1996.
- Eros, Schrott und ein Hauch von Gott. Bild-Textband. Heidelberg: Alter Ego-Verlag, 2000.

Veröffentlichungen in Lyrik- und Prosa-Anthologien u. a. bei Rowohlt, Eichborn-Verlag, dtv, Reclam, Peter Hammer Verlag sowie in Schulbüchern und Fachzeitschriften und in Rundfunk- und Fernsehsendungen im In- und Ausland.

### Tonträger
- Lieder aus dem Lumpenparadies. Mannheim: Da Camera, 1965.
- Längs der Mohnstraße. Köln: EMI Electrola, 1967.
- Von Zeit zu Zeit/Wenn Gott es will. Single. Kassel: Cantate 659401 / Stauda, 1967.
- Das neue religiöse Lied. Kassel: Cantate / Stauda, 1967.
- Fall-Obst vom Liederbaum. Köln: EMI Electrola, 1967.
- Schüsse aus dem Lumpenparadies. Mannheim: Da Camera, 1968.
- Ich Schmetterling. Eva Vargas Hanns Dieter Hüsch. Mannheim: Da Camera, 1969.
- Rummelplatz-Lied. Mannheim: Da Camera, 1969.
- Vargasmen. Mannheim: Da Camera, 1971.
- Kille-Kill den Sandmann. Mannheim: Da Camera, 1975.
- Wenn Tristan kommt. Stuttgart: Intercord, 1977.
- Bis die Steine blühn. München: Trikont, 1980.
- Ich Schmetterling. Texte Eva Vargas. Mit Hanns Dieter Hüsch, Siegfried Schwab u. a. Bietigheim: RBM. 2000.
- In- und auswändig: Eva. CD. Heidelberg: Alter Ego-Verlag, 2000.